# Roberto Ghidoni
Roberto Ghidoni (Brescia, 12 ottobre 1952) è un ultramaratoneta italiano.

## Biografia
Nasce a Brescia nel 1952, ma si trasferisce bambino a Milano a causa di un trasferimento lavorativo del padre. Non riesce però ad abituarsi alla vita urbana e rimane con il cuore in montagna. La nostalgia per la natura e per la montagna è tanta da portarlo ad abbandonare gli studi universitari al terzo anno per trasferirsi nel paese dei nonni paterni (Ludizzo di Bovegno), dove inizialmente lavora come operaio in una trafileria e in seguito apre una piccola azienda agricola.

## Palmarès
- 2000 - Idita Sport Extreme 560 km, 3º classificato runner
- 2001 - Idita Sport Extreme 560 km, 1º classificato ex aequo runner
- 2002 - Iditarod Trail Invitational North Route, 1765 km, 1º classificato runner + abbassa di dieci ore il record sui 560 km e di quattro giorni e mezzo quello della competizione
- 2003 - Iditarod Trail Invitational 1265 km (ridotta per questioni climatiche), 1º classificato assoluto
- 2004 - Iditarod Trail Invitational 565 km, 1º classificato runner
- 2005 - Iditarod Trail Invitational South Route, 1800 km, abbassa il record esistente di 3 gg e 13h

## Libri
- 2006 - Il cammino del lupo. L'Alaska a piedi, Insigna Editore
- 2012 - L'anima del lupo, Marco Serra Tarantola Editore